# نسخه‌شناسی

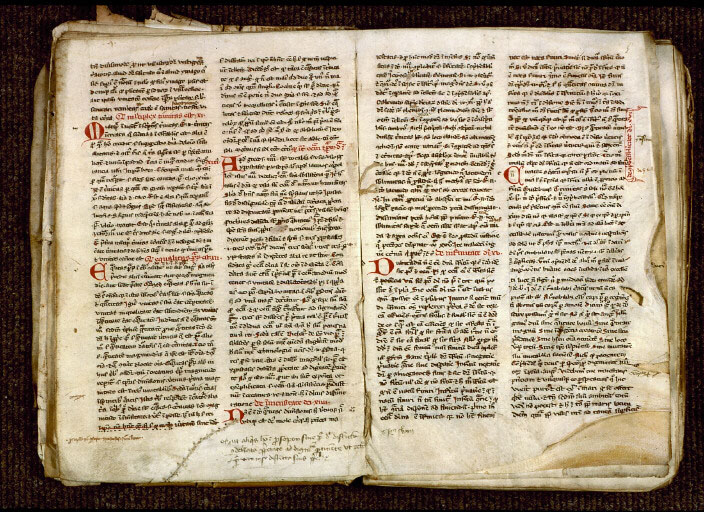

نسخه‌شناسی به انگلیسی کودیکولوژی Codicology به دانش بررسی کتاب‌ها به عنوان اشیاء فیزیکی، به‌ویژه نسخه‌های خطی دست‌نوشته روی پوست (یا کاغذ) یا اسناد گفته می‌شود که اغلب به «باستان‌شناسی کتاب» همانند می‌شود.
زهیر طیّب به نکته ای در خور توجه اشاره می‌کند و می‌نویسد: باید مرز باریک بین کتاب‌شناسی و نسخه‌شناسی در پژوهش مورد توجه قرار گیرد: نسخه‌شناسی، بیش از آن که در کار شناخت محتوای کتاب باشد، همان وظیفه ای که کتابشناسی برای خود قائل است، به ابعاد مادّی فیزیکی و جنبه های تاریخی نسخه خطی به عنوان شیء باستانی حامل محتوای اثر اشاره دارد. داده‌های محتوایی برخاسته از کتاب‌شناسی، در تحقیقات نسخه‌شناسی به کمک هدف اصلی این دانش می‌آیند. کتاب‌شناسی محتوایی نیز بهره‌های فراوانی از دانش نسخه‌شناسی می‌برد و از نتایج بررسی‌های آن برای شناخت بهتر منبع / کتاب (به عنوان محتوایی قابل خواندن با ماهیتی منتزع از کالبد نسخه‌های دستنویس) بهره می‌برد. 
جان مِلونِ فرانسوی، نیز نسخه‌شناسی را اینگونه توضیح داده است: "از طریق مباحث این دانش جدید، یعنی «کُدیکولوژی» و نسخه‌شناسی می‌توان دریافت که این علم، عنوان دیرینه‌شناسی کتاب، بویژه کتاب‌های دستنویس را برای خود به عنوان موضوع بررسی، پیشنهاد می‌دهد. با این وجود، دامنهٔ این علم از شناختِ پیشینهٔ کتاب به معنایِ دقیق آن، فراتر می رود تا جنبه‌های متنوّعی از شناختِ تاریخی را نیز دربرگیرد؛ مواردی چون: پیشنیهٔ اختصاصیِ دستنویس مورد نظر (همان نسخه)، تاریخِ گزارش متون، سرگذشتِ کاتبان کتاب‌ها (نسخه‌نویسان و کنشگران تولید کتاب دستی و چاپی)، تاریخ مخازن نسخه‌های خطی، تاریخ مخازن و مجموعه‌ها و گردآورندگان نسخه‌های خطی.
در سالهای اخیر نشریه علمی بین المللی دوفصلنامه پژوهشهای نسخه شناسی و تصحیح متون Codicology در این حوزه تخصصی به زبان فارسی منتشر می شود که در رتبه بندی نشریات معتبر بین المللی Scopus قرار دارد.
نسخه‌شناسی به صورت عام مهارت و دانشی است که به‌وسیله آن می‌توان نسخه‌های خطی را از جنبه‌های گوناگون توصیف و معرفی کرد، نسخه‌شناسی اطلاعات مربوط به فیزیکِ نسخه است. همچنین شرایط نگهداری نسخه‌های خطّی از بررسی‌های این علم است؛ نسخه‌های خطی به‌علت قدمت و همچنین جنبه‌های هنری در مجموعه‌های جداگانه در کتابخانه‌ها و موزه‌ها نگهداری می‌شوند زیرا شرایط استاندارد، درجه حرارت، میزان رطوبت باید کنترل شود، همچنین آفت‌زدایی شوند و از طرفی در معرض تابش نور خورشید و اشعه مادون قرمز و ماوراء بنفش نباشند.
رویکردهای جدیدی نسبت به دانش نسخه‌شناسی شکل گرفته است که یکی از آنها قدمت‌سنجی یا dating از طریق طیف‌سنجی spectroscopy است. این روش در ایران برای نخستین بار در آزمایشگاه قدمت سنجی اسناد و کتب با نام labdoc در سال ۱۴۰۳ مورد سنجش و بکارگیری قرار گرفته است.